# Флатхед (река)
Флатхед (енгл. Flathead River) је река која протиче кроз САД и Канаду. Дуга је 254 km. Протиче кроз америчку савезну државу Монтана и канадску покрајину Британску Колумбију. Улива се у Кларк Форк.